# Championnat de France de football de deuxième division 1983-1984
Navigation
Division 2 1982-1983 Division 2 1984-1985
Le Champion de France de football Division 2 1983-1984 est le Football Club de Tours.

## Les 37 clubs participants
Groupe A
- Olympique d'Alès
- AS Angoulême
- RCFC Besançon
- AS Béziers
- AS Cannes
- CS Louhans-Cuiseaux
- FCAS Grenoble
- FC Gueugnon
- AS Libourne
- Limoges FC
- Olympique lyonnais
- Olympique de Marseille
- FC Martigues
- Montpellier PSC
- OGC Nice
- FC Sète
- CS Thonon
- FC Villefranche Beaujolais
- FC Yonnais

Groupe B
- SC Abbeville
- SCO Angers
- LB Châteauroux
- USL Dunkerque
- EA Guingamp
- Le Havre AC
- Entente Montceau
- FC Mulhouse
- US Orléans
- RC Paris
- Stade quimpérois
- AS Red Star
- Roubaix Football
- Stade de Reims
- CS Sedan-Ardennes
- Stade Français 92
- FC Tours
- Valenciennes FC

## Classement final Groupe A
Victoire à 2 points
| Rang | Équipe                     | Pts | J  | G  | N  | P  | Bp | Bc | Diff |
| ---- | -------------------------- | --- | -- | -- | -- | -- | -- | -- | ---- |
| 1    | Olympique de Marseille     | 56  | 36 | 22 | 12 | 2  | 92 | 32 | +60  |
| 2    | OGC Nice                   | 53  | 36 | 23 | 7  | 6  | 72 | 28 | +44  |
| 3    | Olympique lyonnais         | 47  | 36 | 17 | 13 | 6  | 55 | 26 | +29  |
| 4    | Limoges FC                 | 45  | 36 | 17 | 11 | 8  | 55 | 37 | +18  |
| 5    | Montpellier PSC            | 43  | 36 | 16 | 11 | 9  | 57 | 43 | +14  |
| 6    | AS Cannes                  | 40  | 36 | 14 | 12 | 10 | 53 | 48 | +5   |
| 7    | FC Grenoble                | 37  | 36 | 14 | 9  | 13 | 45 | 52 | -7   |
| 8    | Olympique d'Alès           | 36  | 36 | 10 | 16 | 10 | 37 | 40 | -3   |
| 9    | CS Thonon                  | 33  | 36 | 11 | 11 | 14 | 39 | 51 | -12  |
| 10   | FC Martigues               | 32  | 36 | 11 | 10 | 15 | 49 | 59 | -10  |
| 11   | FC Sète                    | 32  | 36 | 11 | 10 | 15 | 41 | 56 | -15  |
| 12   | CS Louhans-Cuiseaux        | 31  | 36 | 9  | 13 | 14 | 37 | 50 | -13  |
| 13   | FC Gueugnon                | 30  | 36 | 9  | 12 | 15 | 33 | 38 | -5   |
| 14   | RCFC Besançon              | 30  | 36 | 8  | 14 | 14 | 48 | 57 | -9   |
| 15   | AS Béziers                 | 30  | 36 | 10 | 10 | 16 | 35 | 53 | -18  |
| 16   | AS Libourne                | 29  | 36 | 9  | 11 | 16 | 32 | 48 | -16  |
| 17   | FC Yonnais                 | 28  | 36 | 11 | 6  | 19 | 37 | 60 | -23  |
| 18   | AS Angoulême               | 27  | 36 | 9  | 9  | 18 | 33 | 47 | -14  |
| 19   | FC Villefranche Beaujolais | 25  | 36 | 8  | 9  | 19 | 44 | 69 | -25  |

| Légende : Qualifications et relégations | Légende : Qualifications et relégations |
| --------------------------------------- | --------------------------------------- |
|                                         | Promu en Première division              |
|                                         | Participation aux barrages              |
|                                         | Relégation en troisième division        |
|                                         | P : Promu                               |

## Classement final Groupe B
Victoire à 2 points
| Rang | Équipe                | Pts | J  | G  | N  | P  | Bp | Bc | Diff |
| ---- | --------------------- | --- | -- | -- | -- | -- | -- | -- | ---- |
| 1    | FC Tours              | 53  | 34 | 24 | 5  | 5  | 80 | 30 | +50  |
| 2    | RC Paris              | 52  | 34 | 24 | 4  | 6  | 91 | 26 | +65  |
| 3    | Le Havre AC           | 47  | 34 | 18 | 11 | 5  | 57 | 29 | +28  |
| 4    | Stade de Reims        | 45  | 34 | 20 | 5  | 9  | 68 | 40 | +28  |
| 5    | US Valenciennes-Anzin | 41  | 34 | 17 | 7  | 10 | 45 | 39 | +6   |
| 6    | US Orléans            | 39  | 34 | 14 | 11 | 9  | 39 | 32 | +7   |
| 7    | FC Mulhouse           | 38  | 34 | 15 | 8  | 11 | 60 | 42 | +18  |
| 8    | EA Guingamp           | 38  | 34 | 14 | 10 | 10 | 52 | 45 | +7   |
| 9    | Stade français 92     | 33  | 34 | 10 | 13 | 11 | 36 | 37 | -1   |
| 10   | LB Châteauroux        | 31  | 34 | 12 | 7  | 15 | 41 | 64 | -23  |
| 11   | CS Sedan-Ardennes     | 30  | 34 | 11 | 8  | 15 | 29 | 42 | -13  |
| 12   | SC Abbeville          | 28  | 34 | 8  | 12 | 14 | 33 | 46 | -13  |
| 13   | USL Dunkerque         | 27  | 34 | 9  | 9  | 16 | 22 | 51 | -29  |
| 14   | Angers SCO            | 26  | 34 | 9  | 8  | 17 | 33 | 49 | -16  |
| 15   | Stade Quimpérois      | 26  | 34 | 7  | 12 | 15 | 28 | 48 | -20  |
| 16   | AS Red Star           | 26  | 34 | 9  | 8  | 17 | 30 | 52 | -22  |
| 17   | Entente Montceau      | 17  | 34 | 3  | 11 | 20 | 22 | 51 | -29  |
| 18   | Roubaix Football      | 15  | 34 | 3  | 9  | 22 | 20 | 63 | -43  |

| Légende : Qualifications et relégations | Légende : Qualifications et relégations |
| --------------------------------------- | --------------------------------------- |
|                                         | Promu en Première division              |
|                                         | Participation aux barrages              |
|                                         | Relégation en troisième division        |
|                                         | P : Promu                               |

## Barrages
- Matches de Pré-barrages : RC Paris - Olympique lyonnais 3-1 a.p. ; OGC Nice - Le Havre AC 4-3 a.p.
- Barrage : OGC Nice - RC Paris 2-0 / 1-5 (3-5)
- Barrage D1-D2 : RC Paris (D2) - AS Saint-Étienne (D1) 0-0 / 2-0 (2-0)
- Match des champions : Olympique de Marseille - Football Club de Tours 1-1 / 2-3 (3-4)

## Tableau d'honneur
- Montée en D1 : Football Club de Tours, Olympique de Marseille, RC Paris
- Descente en D2 : Nîmes Olympique, Stade rennais FC, AS Saint-Étienne
- Montée en D2 : SM Caen, SC Amiens, USF Le Puy, AEP Bourg-sous-la-Roche, FC Valence
- Descente en D3 : AS Libourne, FC Yonnais, AS Angoulême, FC Villefranche Beaujolais, Entente Montceau, Roubaix Football
- L'Association Sportive Red Star a été repêchée car le Pierrots Vauban Strasbourg et le CS Blénod ont refusé de monter en D2[1].

## Buteurs
| Place | Joueur          | Nationalité | Club                   | Buts | Groupe |
| ----- | --------------- | ----------- | ---------------------- | ---- | ------ |
| 1er   | Mario Relmy     | France      | Limoges FC             | 23   | Gr A   |
| -     | Omar Da Fonseca | Argentine   | Football Club de Tours | 23   | Gr B   |
| 3e    | Saar Boubacar   | Sénégal     | Olympique de Marseille | 22   | Gr A   |
| -     | Marc Pascal     | France      | Olympique de Marseille | 22   | Gr A   |
| 5e    | Rabah Madjer    | Algérie     | RC Paris               | 20   | Gr B   |